# Tony Mitchell (Regisseur)
Tony Mitchell (geboren am 9. August 1961 in Toronto, Kanada) ist ein britisch-kanadischer Regisseur für Film und Fernsehen.

## Werdegang
Er hat viele Miniserien, Filme und Serienepisoden gedreht, wie zum Beispiel Supervulkan (2004), Die Flut – Wenn das Meer die Städte verschlingt (2007), die Episoden 3.1, 3.3, von Primeval (2009), Atlantis (2011), Die Bibel (2013) und A. D.: Die Bibel geht weiter (2015). Er hat auch viele Dokumentarfilme gedreht, die Auszeichnungen erhielten, wie zum Beispiel Threads of Life für die BBC, Die Niagarafälle von PBS/ CH4, Wilde Sache – Schimpanse von CH4 und Die alten Ägypter von CH4.
Er hat einen kanadischen und einen britischen Pass und eine US-Green Card. Er hat auch Häuser in London, Kapstadt und Belfast.

## Filmografie (Auswahl)

### Filme
- 2004: Supervulkan (Supervolcano)
- 2007: Die Flut – Wenn das Meer die Städte verschlingt (Flood)
- 2011: Atlantis – Das Ende einer Welt (Atlantis: End of a World, Birth of a Legend)
- 2018: Grace und Goliath (Grace and Goliath)

### Serien
- 1996–1996: TFI Freitag (TFI Friday) (13 Episoden)
- 2009–2009: Primeval (2 Episoden)